# Valhuon
Valhuon és un municipi francès situat al departament del Pas de Calais i a la regió dels Alts de França. L'any 2007 tenia 545 habitants.

## Demografia

### Població
El 2007 la població de fet de Valhuon era de 545 persones. Hi havia 205 famílies de les quals 46 eren unipersonals (23 homes vivint sols i 23 dones vivint soles), 68 parelles sense fills i 91 parelles amb fills.
La població ha evolucionat segons el següent gràfic:
Habitants censats

### Habitatges
El 2007 hi havia 222 habitatges, 207 eren l'habitatge principal de la família, 4 eren segones residències i 11 estaven desocupats. 219 eren cases i 3 eren apartaments. Dels 207 habitatges principals, 171 estaven ocupats pels seus propietaris, 32 estaven llogats i ocupats pels llogaters i 4 estaven cedits a títol gratuït; 5 tenien dues cambres, 29 en tenien tres, 52 en tenien quatre i 121 en tenien cinc o més. 176 habitatges disposaven pel capbaix d'una plaça de pàrquing. A 91 habitatges hi havia un automòbil i a 98 n'hi havia dos o més.

### Piràmide de població
La piràmide de població per edats i sexe el 2009 era:
| Homes | Edats   | Dones |
| ----- | ------- | ----- |
| 0     | 95 o +  | 4     |
| 0     | 90 a 94 | 0     |
| 0     | 85 a 89 | 12    |
| 0     | 80 a 84 | 4     |
| 8     | 75 a 79 | 12    |
| 20    | 70 a 74 | 12    |
| 12    | 65 a 69 | 8     |
| 20    | 60 a 64 | 12    |
| 0     | 55 a 59 | 20    |
| 16    | 50 a 54 | 8     |
| 8     | 45 a 49 | 16    |
| 24    | 40 a 44 | 16    |
| 28    | 35 a 39 | 24    |
| 16    | 30 a 34 | 16    |
| 12    | 25 a 29 | 8     |
| 8     | 20 a 24 | 8     |
| 20    | 15 a 19 | 12    |
| 12    | 10 a 14 | 16    |
| 12    | 5 a 9   | 8     |
| 12    | 0 a 4   | 16    |

## Economia
El 2007 la població en edat de treballar era de 337 persones, 263 eren actives i 74 eren inactives. De les 263 persones actives 240 estaven ocupades (143 homes i 97 dones) i 24 estaven aturades (7 homes i 17 dones). De les 74 persones inactives 28 estaven jubilades, 23 estaven estudiant i 23 estaven classificades com a «altres inactius».

### Ingressos
El 2009 a Valhuon hi havia 210 unitats fiscals que integraven 572 persones, la mediana anual d'ingressos fiscals per persona era de 15.196 €.

### Activitats econòmiques
Dels 16 establiments que hi havia el 2007, 3 eren d'empreses extractives, 1 d'una empresa de fabricació d'altres productes industrials, 2 d'empreses de construcció, 4 d'empreses de comerç i reparació d'automòbils, 1 d'una empresa de transport, 2 d'empreses d'hostatgeria i restauració, 2 d'empreses immobiliàries i 1 d'una empresa classificada com a «altres activitats de serveis».
Dels 5 establiments de servei als particulars que hi havia el 2009, 1 era un paleta, 1 perruqueria, 2 restaurants i 1 agència immobiliària.
L'únic establiment comercial que hi havia el 2009 era una carnisseria.
L'any 2000 a Valhuon hi havia 15 explotacions agrícoles que ocupaven un total de 804 hectàrees.

## Equipaments sanitaris i escolars
El 2009 hi havia una escola elemental.

## Poblacions més properes
El següent diagrama mostra les poblacions més properes.